# Michael Currie
Michael Currie (Kingston, 24 luglio 1928 – Freeport, 22 dicembre 2009) è stato un attore statunitense apparso sia sul grande schermo che in televisione.
Negli anni ottanta ha lavorato più volte con Clint Eastwood, da Fai come ti pare e Firefox - Volpe di fuoco fino a interpretare il tenente Donnelly in Coraggio... fatti ammazzare e Scommessa con la morte.
Il suo curriculum vitae comprende anche numerose apparizioni in vari telefilm.

## Filmografia parziale

### Cinema
- The Troublemaker, regia di Theodore J. Flicker (1964)
- Quattro passi sul lenzuolo (Loving Couples), regia Jack Smight (1980)
- Fai come ti pare (Any Which Way You Can), regia di Buddy Van Horn (1980)
- Morti e sepolti (Dead & Buried), regia di Gary Sherman (1981)
- Firefox - Volpe di fuoco (Firefox), regia di Clint Eastwood (1982)
- Halloween III - Il signore della notte (Halloween III: Season of the Witch), regia di Tommy Lee Wallace (1982)
- L'aereo più pazzo del mondo... sempre più pazzo (Airplane II: The Sequel), regia di Ken Finkleman (1982)
- Coraggio... fatti ammazzare (Sudden Impact), regia di Clint Eastwood (1983)
- Philadelphia Experiment (The Philadelphia Experiment), regia di Stewart Raffill (1984)
- Scommessa con la morte (The Dead Pool), regia di Buddy Van Horn (1988)
- Ultimi echi di guerra (Distant Thunder), regia di Rick Rosenthal (1988)
- L'uomo senza volto (The Man Without a Face), regia di Mel Gibson (1993)
- Soldato Jane (G.I. Jane), regia di Ridley Scott (1997)

### Televisione
- Aiuto, ho incontrato l'amore! (A Perfect Match) regia di Mel Damski – film TV (1980)
- Bolle di sapone (Soap) – serie TV, 4 episodi (1981)

## Doppiatori italiani
Nelle versioni in italiano delle opere in cui ha recitato, Michael Currie è stato doppiato da:
- Giorgio Gusso in Firefox - Volpe di fuoco
- Gianni Musy in Coraggio... fatti ammazzare
- Osvaldo Ruggieri in Philadelphia Experiment
- Renato Mori in Top Secret
- Sergio Rossi in Scommessa con la morte